# Avenue de Cortenbergh
L'avenue de Cortenbergh (en néerlandais : Kortenberglaan) est une rue rectiligne de Bruxelles, dans l'est du quartier des Squares.
‍‍

## Description
L'avenue de Cortenbergh qui part dans une direction nord-est à partir du rond-point Schuman et court jusqu'à la jonction entre la rue du Noyer et la place de Jamblinne de Meux, à la frontière avec la commune de Schaerbeek. À partir de là, cette rue s'appelle avenue de Roodebeek, elle continue sur environ un kilomètre jusqu'à l'intersection avec le boulevard Reyers, à hauteur |de la   station de métro Diamant. C'est là que commence aussi à l'autoroute E40, la rue Belliard, dans le Quartier Léopold, est connecté par l'intermédiaire de là en 1977 du Tunnel de Cortenbergh qui est sous les avenues de Cortenbergh et Roodebeek.
La circulation dans l'avenue, qui forme la N23, fonctionne dans les deux sens, sauf pour le dernier tronçon entre le rond-point Schuman et de l'avenue de la Renaissance, qui est réservée à la circulation qui entre de la ville. Le long de l'avenue se trouve, entre autres, de l'École Royale Militaire, la Grande Mosquée de Bruxelles et de l'ambassade du Royaume des Pays-Bas.

## Origine du nom
L'avenue de Cortenbergh, fut construit en même temps avec l'avenue d'Auderghem entre 1855 et 1857 pour relier la rue de la Loi, respectivement, à la chaussée de Louvain et à la chaussée de Wavre à se connecter. La rue a été nommée d'après la Charte de Cortenbergh, de 1312- la charte qui a donné les premières libertés civiles promulguées dans le Duché de Brabant et qui a été confirmée dans l'abbaye de Cortenbergh.
Au moment de l'octroi du nom, il a été pris en compte le fait que dans le prolongement de l'avenue, à environ 13 kilomètres de distance se trouve la commune de Cortenbergh .